# (73086) 2002 GY17
(73086) 2002 GY17 – planetoida z pasa głównego asteroid okrążająca Słońce w ciągu 3,47 lat w średniej odległości 2,29 j.a. Odkryta 15 kwietnia 2002 roku.